# Planiloricaria cryptodon
Planiloricaria cryptodon – gatunek słodkowodnej ryby sumokształtnej z rodziny zbrojnikowatych (Loricariidae), jedyny przedstawiciel rodzaju Planiloricaria.

## Występowanie
Dorzecze górnej Amazonki, w tym Ukajali, Purus i Mamoré, na obszarze Boliwii, Brazylii, Ekwadoru i Peru. Występuje nad piaszczystym podłożem w głównych nurtach dużych rzek.

## Cechy charakterystyczne
Rodzaj Planiloricaria wydzielono ze względu na takie cechy, jak zmniejszenie rozmiaru i liczby zębów, brak zębów przedszczękowych, okrągły
kształt głowy i zmniejszone oczy. Dorosłe osobniki osiągają do 21,5 cm długości standardowej (SL). 
Dymorfizm płciowy zaznacza się w kształcie okolic genitalnych. Biologia rozrodu tego gatunku nie została poznana.